# Luodong
Luodong (cinese tradizionale: 羅東; pinyin: Luódōng; Wade-Giles: Lo-tung) è una cittadina urbana situata nell'area centrale della Contea di Yilan, a Taiwan. Il suo nome deriva dalla parola Rutung/Lutung, che significa "scimmia" nelle lingue degli aborigeni taiwanesi. Tra le città ad essa contigue, Luodong è conosciuta per il suo ampio parco sportivo immerso nella natura.

## Infrastrutture e trasporti
- Luodong è attraversata dalla "Linea Yilan" della Taiwan Railway Administration.
- Autostrada Nazionale No.5 - Tratto Chiang Weishui, o Beiyi.

## Attrazioni turistiche
A Luodong viene allestito di sera un mercato notturno che offre tutte le specialità della gastronomia locale. Nonostante talvolta possa esserci un cattivo odore, il mercato è frequentato da centinaia di persone. La comunità offre, inoltre, clubs e spettacoli amatoriali i cui attori sono gli stessi membri della popolazione locale.
Luodong offre, inoltre, un secondo parco immerso nella natura, più piccolo del parco sportivo e destinato principalmente all'intrattenimento delle famiglie.